# Ole Chiudigliocchi
(Ole Chiudigliocchi, incipit)

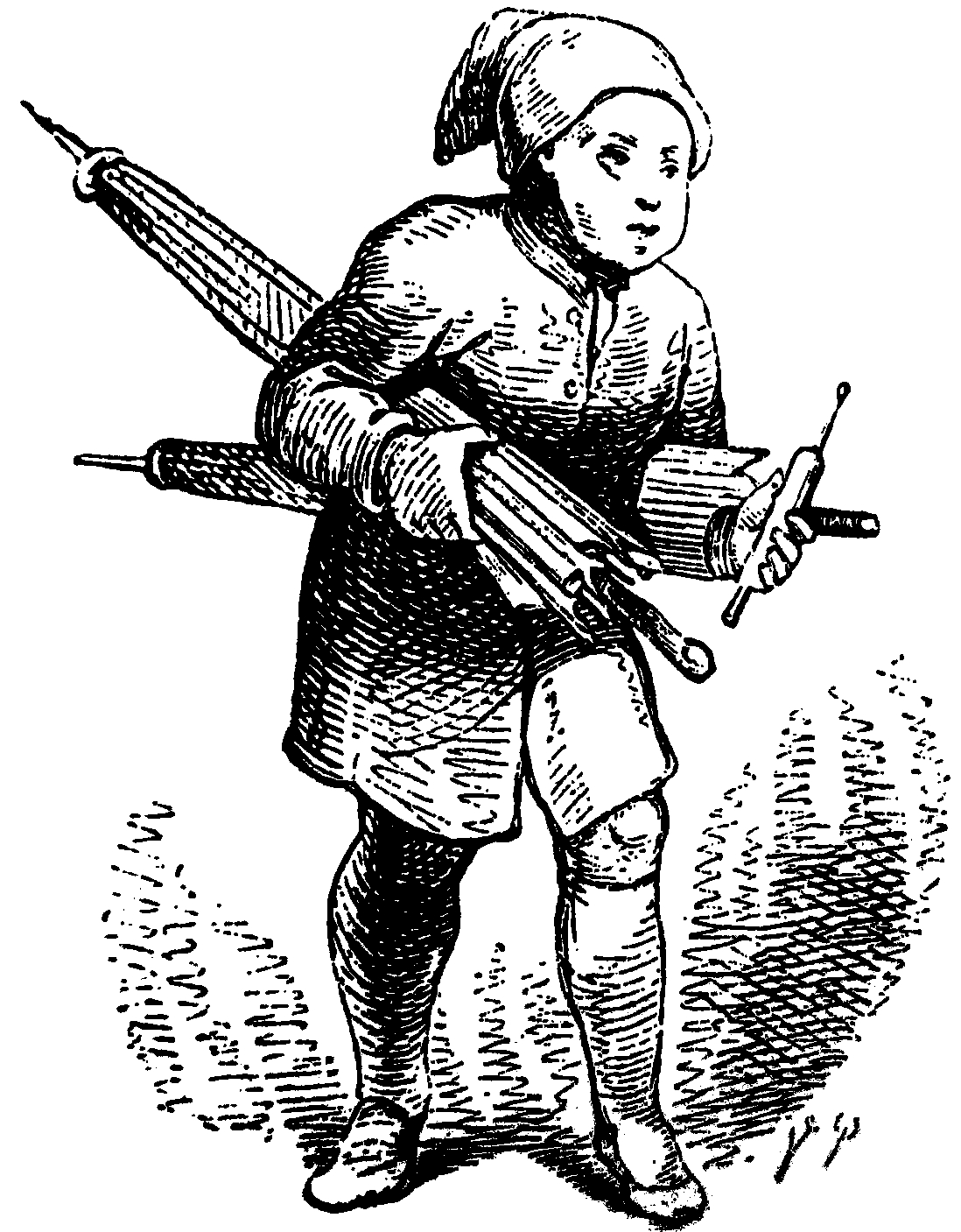
Illustrazione di Vilhelm Pedersen per Ole Chiudigliocchi (Ole Lukøje)

Ole Chiudigliocchi (titolo originale: Ole-Lukøie, 1841) è una fiaba dello scrittore danese Hans Christian Andersen. La fiaba è stata pubblicata per la prima volta il 20 dicembre 1841, inserita nella raccolta di fiabe Eventyr fortalte for Børn. Ny Samling. Tredie Hefte. 1842. (Fiabe raccontate ai bambini. Nuova raccolta. Terzo tomo. 1842.). In Italia è stata pubblicata nel 1904 nel volume Quaranta novelle, con il titolo Il folletto Serralocchi.

## Trama
Ole Chiudigliocchi è un personaggio buono che concilia il sonno dei bambini, dapprima spruzzando con la sua siringa magica negli occhi di questi un po' di latte e, dopo, soffiando loro sul collo. Una volta che i bambini si sono addormentati, Ole Chiudigliocchi si siede ai piedi dei loro letti e comincia a raccontare le sue storie.
Porta sempre con sé, oltre la siringa magica, due ombrelli: uno tutto disegnato che apre sulla testa dei bambini che sono stati buoni, in modo che questi facciano sogni bellissimi, un altro senza disegni che, invece, apre sui bambini che sono stati cattivi, in modo che questi dormano di un sonno privo di sogni.
Ole Chiudigliocchi si reca da un bambino di nome Hjalmar per una settimana e, sera dopo sera, dal lunedì alla domenica, racconta lui sette storie, una ogni giorno. Di sera in sera e di sogno in sogno addobba la stanza del piccolo Hjalmar di bellissimi fiori e frutti, dà vita ai mobili con la sua siringa magica e consente al piccolo di entrare in un quadro e di viverlo, porta il bambino per mare su di una splendida nave, lo rimpicciolisce e gli fa vestire l'uniforme del soldatino di piombo in modo che possa presenziare al matrimonio di due topi sotto il pavimento della dispensa di casa e poi, la sera successiva, al matrimonio di due bambolotti di sua sorella.
Al sabato Ole Chiudigliocchi ha un piccolo diverbio col ritratto del bisnonno di Hjalmar, che lo accusa di confondere le idee del suo piccolo nipote con le sue fantasticherie. Ole Chiudigliocchi spiega che dopotutto lui appartiene a un mondo pagano in cui era chiamato Morfeo, e la notte della domenica, fa affacciare Hjalmar dalla finestra e gli mostra il suo omonimo fratello: Ole Chiudigliocchi, chiamato Morte.
Questo Ole Chiudigliocchi non si reca mai due volte da una stessa persona e, a seconda dei meriti e dei demeriti dei soggetti che prende con sé sul suo cavallo, racconta storie tanto belle da non poter essere neppure immaginate o, all'inverso, storie talmente brutte e spaventose da non poter neppure essere raccontate ed ascoltate.

## Ispirazione della fiaba
Nello scrivere Ole Chiudigliocchi Andersen si ispira al personaggio benevolo dell'omino del sonno, tipico della cultura popolare nordica e tedesca, portatore presso i bambini di buon sonno e di sogni d'oro. Il suddetto induce i bambini al sonno soffiando sabbia magica - laddove Ole Chiudigliocchi usa spruzzare latte con la sua siringa magica - sui loro occhi.